# زمین‌لرزه ۱۹۹۱ یمن
زمین‌لرزه یمن  در تاریخ ۲۲ نوامبر ۱۹۹۱ میلادی، برابر با ‎۱ آذر ۱۳۷۰، ساعت ۰:۴۰:۲۳ به زمان یوتی‌سی در یمن رخ داد. ژرفای این زلزله ۱۰ کیلومتر بود، و بزرگی آن ۴٫۷ در مقیاس Mb اعلام شده‌است. زمین‌لرزه به وقت محلی در روز جمعه، ساعت ۳ روی داده و منطقه زمانی آن یوتی‌سی +۳ بوده‌است .
سازمان زمین‌شناسی آمریکا نیز رومرکز این زمین‌لرزه را در مختصات ۱۳°۵۳′۱۳″شمالی ۴۴°۰۴′۰۵″شرقی / ۱۳٫۸۸۷°شمالی ۴۴٫۰۶۸°شرقی و ژرفای آنرا در ۱۰ کیلومتر گزارش کرده‌است. بزرگی برگزیدهٔ این سازمان از میان بزرگیهای محاسبه‌شدهٔ مختلف ۴٫۷ در مقیاس Mb بوده و از دید اثر، در میان چهار دسته‌بندی «نامحسوس»، «محسوس»، «زیان‌آور» یا «با تلفات»، زلزله را «با تلفات» اعلام کرده‌است.۱۷ ساختمان در زمین‌لرزه خراب شده‌است.
شمار کشتگان زلزله حدود ۱۱ نفر بوده‌است.تعداد زخمیان ۳۹ نفر برآورده شده‌است.بی‌خانمان شدگان نیز ۴۰۰۰۰ نفر اعلام شده‌است.